# Bistum Guarda
Das Bistum Guarda (lateinisch Dioecesis Aegitaniensis, portugiesisch Diocese de Guarda) ist eine Diözese der römisch-katholischen Kirche mit Sitz im portugiesischen Guarda. Das Bistum gehört zur Kirchenprovinz des Patriarchats Lissabon und existiert bereits seit dem 6. Jahrhundert.
Am 2. Dezember 2013 wurde Luís Miguel Mendes, vormaliger Vizerektor des Priesterseminars von Fundão im Bistum Guarda, wegen sexuellen Missbrauchs von sechs Jugendlichen in insgesamt 19 Fällen zu einer zehnjährigen Freiheitsstrafe verurteilt. Mendes nahm die Verurteilung unmittelbar nach der Verkündigung des Urteils an.

## Einzelnachweise

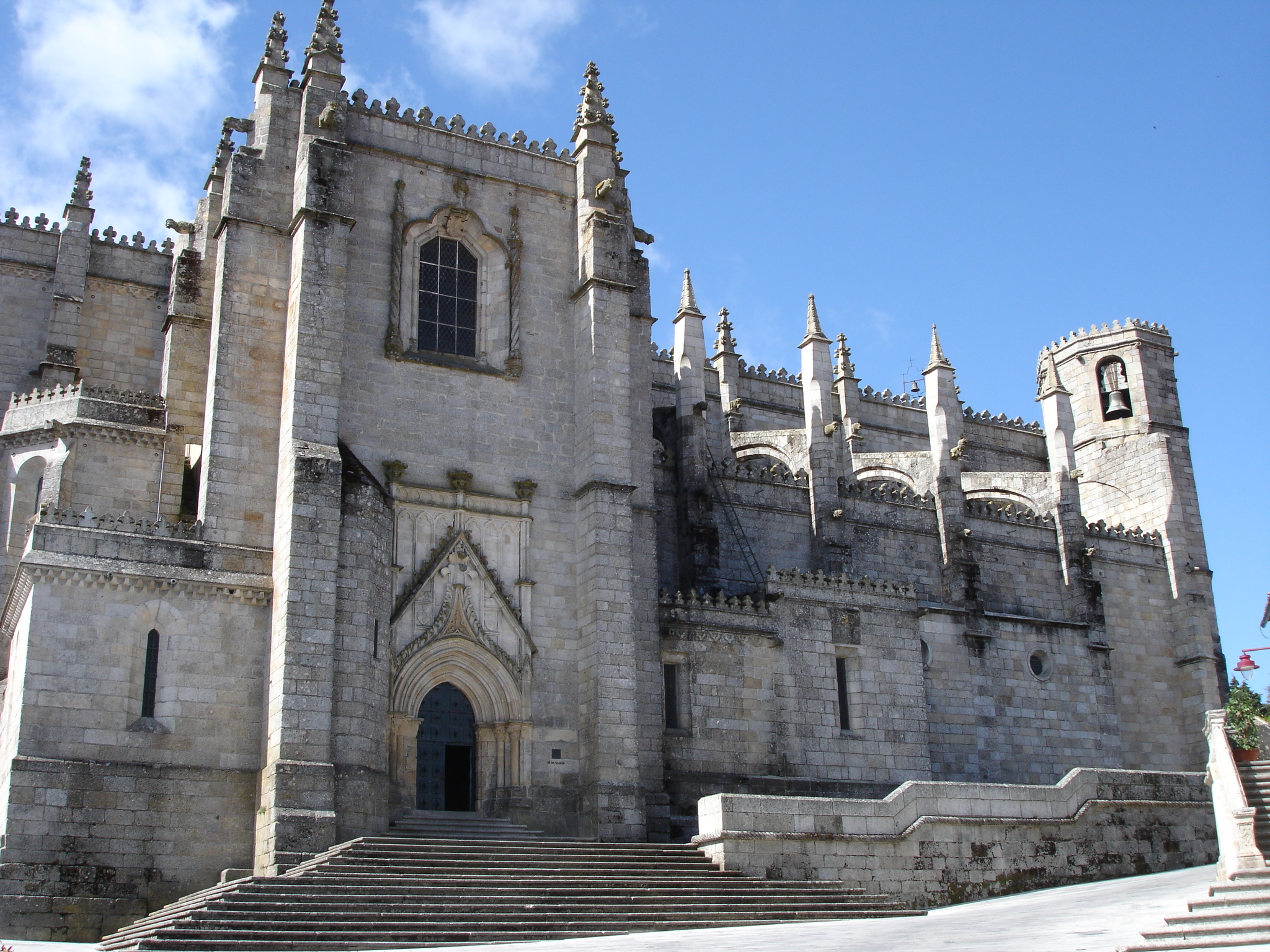
Kathedrale (Sè) in Guarda